# ロイヤルメール
ロイヤルメール（英語:Royal Mail）は、イギリスの郵便事業のブランド名。運営企業はインターナショナル・ディストリビューション・サービシーズ (IDS)で、郵便事業を営むほか、パーセルフォース（Parcelforce Worldwide）のブランドで物流・小包宅配事業を行い、国際物流企業のジェネラル・ロジスティクス・システムズ（General Logistics Systems）、窓口業務を行うポスト・オフィス・リミテッド（Post Office Ltd.）などを保有・運営している。
同グループの標語は、"With us it's personal" "Best and most trusted"。

## 概説
かつて、イギリス政府には郵政省（General Post Office）があり、同省によってロイヤルメールの配達などが行われていた。省の代表は郵政大臣であり、郵政大臣はイギリスの内閣の一員であった。1969年に公社化され、法人となった。2001年11月に、その業務の大部分はコンシグニア公開有限会社（Consignia plc）に移管され、旧郵便局会社は2007年に解体された。コンシグニアはその後、コンシグニア・ホールディングス公開有限会社（Consignia Holdings plc）→ロイヤルメール・ホールディングス公開有限会社（Royal Mail Holdings plc）→インターナショナル・ディストリビューション・サービシーズ（IDS：International Distributions Services plc→International Distribution Services plc）へと改称した。
ロイヤルメールは1980年代から1990年代の間、民有化されないまま、政府保有の株式会社の形態を取っていた。2009年6月4日にイギリス庶民院で、郵政事業を部分的に民有化する法案が提案されたが、その後の景気後退により法案は延期、2013年に民営化が実施されロンドン証券取引所に上場、2015年にイギリス政府が残りの全株式を売却し、完全民営化を達成した。IDSは2024年5月29日にチェコのEPグループによる買収提案受け入れを表明しており、買収額は35億7千万ポンド（約7千億円）だが、買収の実現にはイギリス政府の判断や株主総会での承認を要する。
ロイヤルメールはイギリス全土とその植民地での郵便の集配に関するユニバーサルサービスの義務をおっている。郵便物は郵便ポストで収集されて郵便局に集められるか、法人からまとめて郵便局に運び込まれる。日曜日と法定休日（Bank Holiday）以外、1日に少なくとも1回はイギリス全土で郵便物が配達される。イギリス全土で、1等郵便物（First Class deliveries）は翌営業日には届けられる。
2006年の時点で、ロイヤルメールは8千4百万の物品を毎営業日に配送しており、全土に14,376の郵便局を持ち、歳入は9兆0560億ポンド、税引前の利益は3億1200万ポンドにのぼる。これ以降利益は減少し、2006-2007年度の2億3300万ポンドから2007-2008年には1億6200万ポンドにまで減少した。2008-2009年度には利益は3億21万ポンドに倍増し、またここ20年で初めて、ロイヤルメール（郵便）、ジェネラル・ロジスティクス・システムズ（国際物流）、パーセルフォース・ワールドワイド（宅配）、ポスト・オフィス・リミテッド（店舗運営）の主要4事業全てで黒字となった。
ウェールズでは、英語の呼称に加えてウェールズ語による「Post Brenhinol」の呼称で営業している。両言語による呼称は郵便車や郵便ポストなどに併記されている。また、ウェールズの郵便局では外側にウェールズ語で「Swyddfa'r Post」の表示をすることも義務付けられている。スコットランドのハイランド地方や島嶼の一部では、郵便局にスコットランド・ゲール語による「Oifis a' Phuist」の表記がされている。

## 歴史

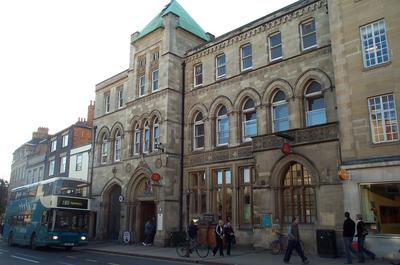
オックスフォード、セント・アルデーツ通り（St Aldate's）に面する、街の中央郵便局。

ロイヤルメールの歴史は1516年にまでさかのぼる。ヘンリー8世は郵政長官（Master of the Posts）のポストを新設し、これは後に郵政大臣（Postmaster General）へと改変されることとなる。ロイヤルメールのサービスは1635年7月31日にチャールズ1世によって一般利用が可能となり、このときは受取人が郵便料金を支払う形式を取った。1660年にチャールズ2世によって郵政省（General Post Office）が設立された。
1719年から1763年まで、バースの郵便局長であったラルフ・アレン（Ralph Allen）は、イギリスの郵便ネットワークの強化と拡張のために各種の契約に署名した。これによって、ロンドンのウィルソン・アンド・カンパニー（Wilson & Company）、バースのウィリアムス・アンド・カンパニー（Williams & Company）の2社による郵便馬車のサービスが開始された。郵便馬車は通常の馬車とほぼ同じ外見であるが、郵便局の紋章が入ったものであった。

### ペニー郵便
1839年12月5日、郵便料金が均一4ペニー郵便（Uniform Fourpenny Post）となったのを契機として、郵便制度の改革が始まった。その1か月後の1840年1月10日には均一1ペニー郵便（ペニー郵便）が開始され、グレート・ブリテンおよびアイルランド全域に宛てられた郵便はすべて一律で1ペニーで、差出人が郵便料金を支払うものとされた。数か月後には、郵便料金が支払済みであることを証明するために、郵便物に切手を貼る制度が始まった。その際発行された切手はペニー・ブラックおよびペンス・ブルーと呼ばれ、5月6日から有効となった。この他に、マルレディー封筒と呼ばれる郵便ステーショナリー（料金前納）官製封筒が発売された。
グレートブリテンおよびアイルランド連合王国は料金前納の切手を発行した世界で初めての国であり、イギリスの切手は世界で唯一、全ての切手に国名を表示していない。
19世紀末ごろ、都市部では毎日7度集配が行われ、郡部でも4度の集配が行われていた。。

### ピラー・ボックス

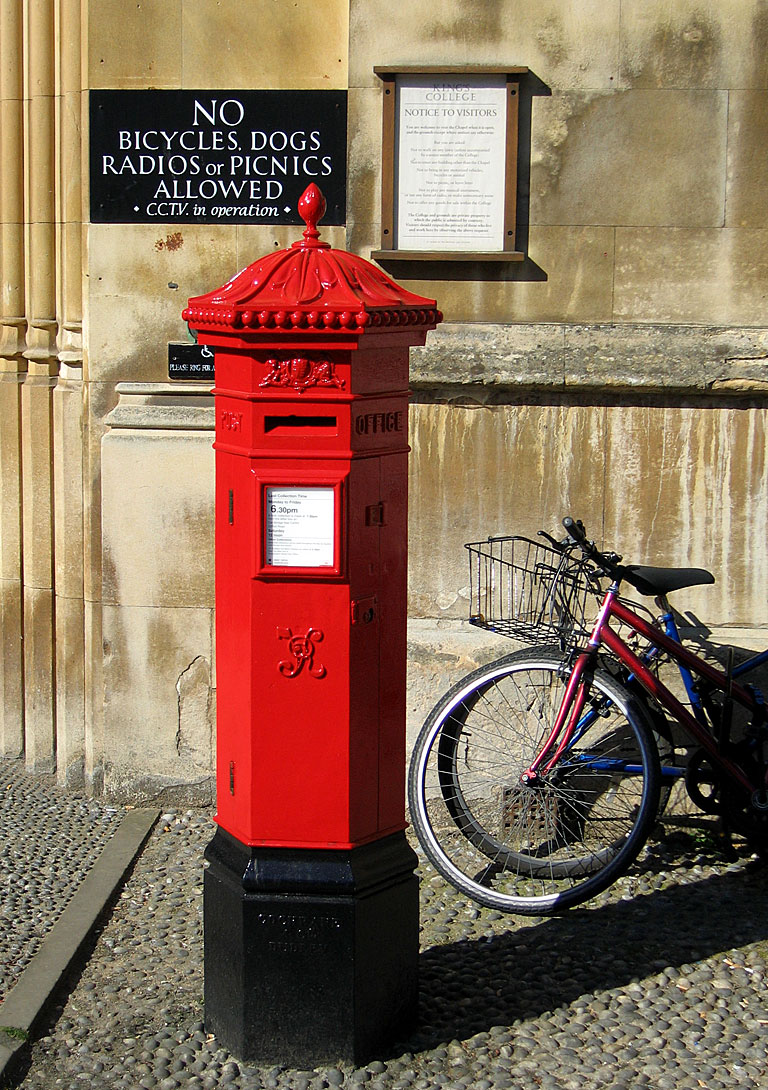
ヴィクトリア朝時代の8角形のピラー・ボックス。キングス・カレッジの構外にて。

伝統的に、イギリスの郵便ポストにはその時代の君主のラテン文字での頭文字が表示されており、例えば「VR」は「Victoria Regina」の頭文字である。ピラー・ボックスやその他の郵便ポスト類はローメックLtd.（Romec Ltd.）によって管理されている。

### 1969年以降
1969年、イギリス郵政省は政府の省から公社へと改組され、郵政大臣のポストは廃止された。
2000年、郵便局はコンシグニアと改称されたが、この新しい名前は一般大衆のみならず郵便職員にも不評であり、逓信労働組合（Communication Workers' Union）はこの新呼称をボイコットした。2002年、公社は呼称をロイヤルメール・グループplc（Royal Mail Group plc）へと再変更し、3つの事業へと再編した。
- ロイヤルメール - 郵便物を配達する
- パーセルフォース - 小包を配達する
- ポスト・オフィス・リミテッド - 全国的な郵便局のネットワークを管理・運営するリテール向け窓口会社

ロイヤルメールが赤を基調としたトレードマークを保有していないとの都市伝説があるが、現実には「Royal Mail、ロイヤルメール十字（Royal Mail Cruciform）、ロゴに使われる赤い色、スマートスタンプ（SmartStamp）は全てロイヤルメール・グループのトレードマークとして登録されている。
2001年、イギリス政府は郵便サービス委員会（Postal Services Commission、通称ポストコム）を設立し、民間企業に郵便業務の許可を与えるとした。2001年、イギリスの郵便サービスに対する消費者の意見を集めるために郵便サービス消費者委員会（Consumer Council for Postal Services、通称ポストウォッチ）が設立された。
2006年1月1日から、ロイヤルメールは350年間にわたる郵便事業の独占権を失い、郵便事業は完全自由化された。

### 年表

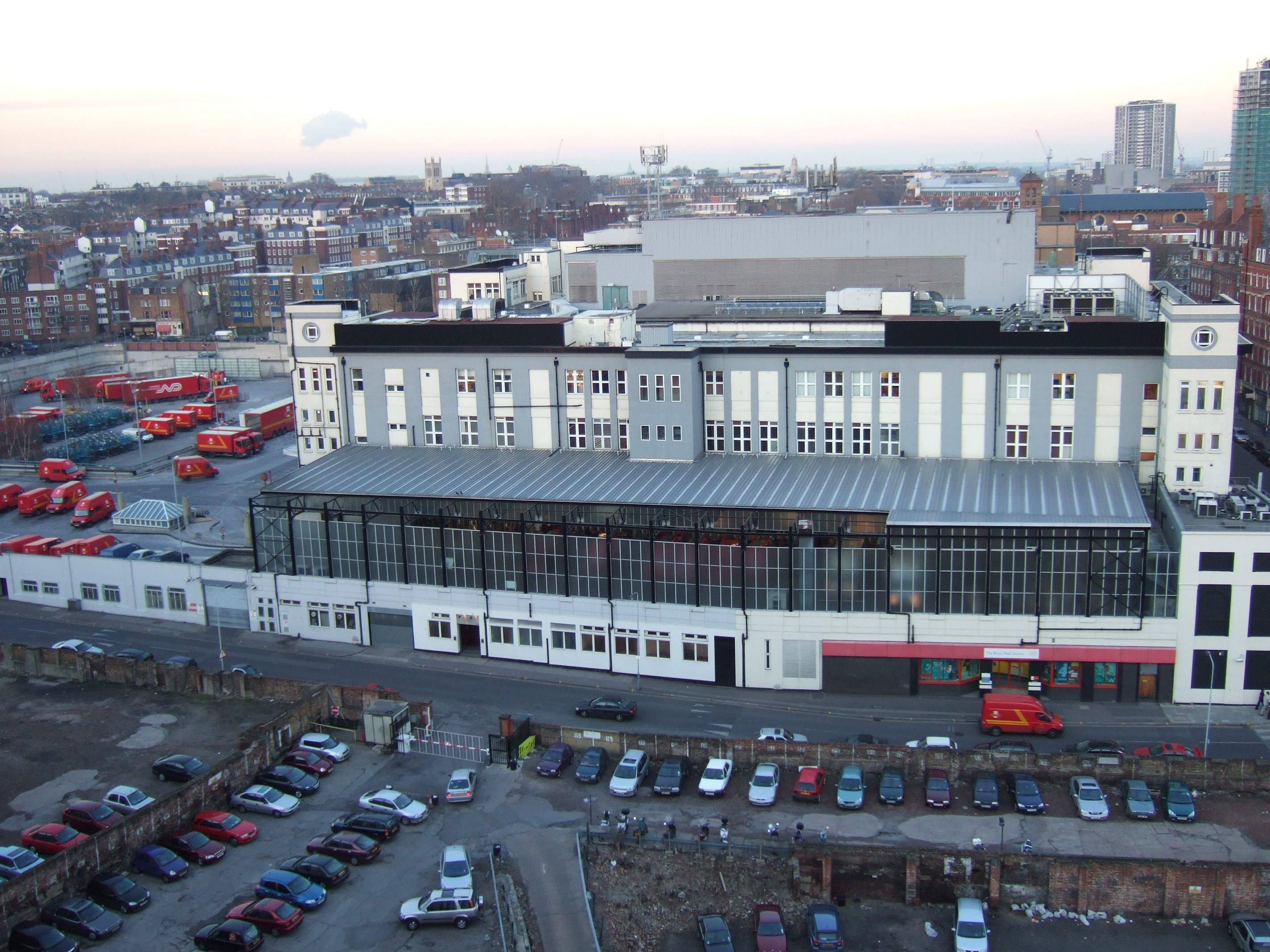
ロンドン最大の郵便区分局、ロイヤルメール・マウント・プリーザント郵便局（Mount Pleasant）

- 1516年: ヘンリー8世統治下で郵政長官の職が新設され、ロイヤルメールが発足する
- 1635年: チャールズ1世によって、ロイヤルメールのサービスが初めて一般利用可能となる
- 1654年: オリバー・クロムウェルが郵便局に対してイングランドでの郵便事業の独占権を与える
- 1657年: 郵便料金均一制度の導入
- 1660年: チャールズ2世によって郵政省（General Post Office、GPO）が発足する
- 1661年: 初めて日付印が使用される。初の郵政大臣が任命される
- 1784年: 初めての郵便馬車が運行を開始する（ブリストルとロンドンの間）
- 1793年: 初めて郵便配達員の制服が導入される。世界最古の公的な犯罪捜査機関として郵便捜査局が発足する
- 1830年: 初めての郵便列車が運行を開始する（リバプール・アンド・マンチェスター鉄道にて）
- 1838年: 郵便局での為替取扱いの制度が導入される
- 1839年: 均一4ペニー郵便が導入される
- 1840年: 均一1ペニー郵便が導入される
- 1840年: 初の郵便切手が導入される（ペニー・ブラック）
- 1852年: 初の郵便ピラー・ボックス（pillar box）がジャージーに設置される
- 1853年: イギリス本土で初の郵便ポストが設置される
- 1857年: 初の郵便ウォール・ボックス（wall boxes）がシュルーズベリ（Shrewsbury）とマーケット・ドレイトン（Market Drayton）に設置される
- 1870年: 郵便局での電信サービスが始まる
- 1870年: 郵便法で「卑俗、あるいはわいせつな」文書の郵送を禁じる; 葉書の郵送料金が半額となる; 郵便ステーショナリーから料額印面を切り出して使用することが禁じられる; 新聞の郵送料金が半額とされる; 新聞帯封郵便が導入される
- 1880年: 自転車による郵便配達が始まる
- 1881年: 郵便為替が始まる
- 1883年: 小包郵便が始まる
- 1894年: 初めての絵葉書
- 1912年: 郵政省による国営の電話サービスが開始される
- 1919年: 国際航空郵便が始まる
- 1932年: ファーネス・ウィジーの傘下となる
- 1968年: 郵便に2つの等級が設けられる。国営郵便振替銀行が始まる
- 1969年: 郵政省が国の行政機関から公社へと改組される
- 1971年: 賃金をめぐる1971年イギリス郵政労働者ストライキ（national postal strike）によって、1月から3月まで2か月にわたって郵便サービスが停止する[20]
- 1974年: 郵便番号制度がイギリス全土に拡大する
- 1981年: 電信・電話サービスがブリティッシュ・テレコムへと分離される。残された部分は「郵便局」へと改称される
- 1986年: 郵便物の配達、小包の配達、郵便局の運営の3事業に分割される
- 1988年: 17年ぶりとなる全国的な郵政労働者のストライキ（1988年イギリス郵政労働者ストライキ、national strike）が発生する。
- 1989年: ロイヤルメールはローメック（Royal Mail Engineering & Construction）を設立し、郵便ポストなどの管理業務を委託する。ローメックはロイヤルメールが51%、ヘイデンBML（Haden BML）が49%出資する合弁会社である
- 1990年: 郵便振替銀行（Girobank）がアライアンス・アンド・レスター（Alliance & Leicester）に売却される
- 1990年 小包（ロイヤルメール・パーセル）がパーセルフォース（Parcelforce）へと改称される
- 1999年: 新規ビジネスとして、ロイヤルメール・ヴィアコード（Royal Mail ViaCode）あるいはヴィアコード・リミテッド（ViaCode Limited）が設立される。郵便局が100 %出資するこの会社は、「デジタル認証」技術によるビジネス向けオンライン暗号化サービスを提供した。ビジネスは短命に終わり、2002年に清算された[21]
- 2004年: 配達が1日1回に減らされる; 移動郵便局（メール・トレイン）が廃止される[22]; スマートスタンプ（SmartStamp）が導入される
- 2005年: 一部の路線でメール・トレインが再導入される
- 2006年　: ロイヤルメールの独占権が廃止される[23]; 他のヨーロッパ諸国に3年先駆けて郵便サービス委員会（ポストコム）が設立される[24]; 競合他社が郵便物を輸送し、各戸への配達をロイヤルメールに委託することを可能とする、いわゆる「ダウンストリーム・アクセス（Downstream access）」が認められる; 郵便料金比例制度（Pricing in Proportion、PiP）が、内地の1等および2等郵便物において開始される
- 2006年: ロイヤルメール・オンライン・ポステージ（Online postage）によって、切手を購入することなくウェブを通じて郵便料金を支払うことが可能となった
- 2007年: ロイヤルメール・グループplc（Royal Mail Group PLC）からロイヤル・メール・グループltd.へと法的地位が変更される
- 2007年: 賃金や労働条件、年金をめぐる労働争議が起こる
- 2007年: 日曜日のピラー・ボックスからの郵便物収集が終了される[25]
- 2009年: 逓信労働組合（CWU）は、2009年イギリス郵政労働争議（en:2009 Royal Mail industrial disputes）をめぐる全国的な投票を実施した[26]。
- 2010年：イギリス政府は、ロイヤルメールを2～3年位内に民営化する方針を決定した[27]。
- 2013年：ロイヤルメールの株式が民間に公開され、民営化された[28]。
- 2015年：イギリス政府が残りの全株式を売却し、完全民営化を達成した[5]。
- 2022年：運営企業がロイヤルメール・グループ（Royal Mail Group PLC）からインターナショナル・ディストリビューションズ・サービシズ（IDS：International Distributions Services PLC）に名称変更[29]。
- 2024年：
  - 5月10日、インターナショナル・ディストリビューション・サービシズ（IDS：International Distribution Services PLC）に名称変更[30]。
  - 5月29日、IDSがチェコのEPグループによる買収提案受け入れを表明[6]。

## 郵便
郵政省は1870年に電報サービスを開始、1912年に電話サービスを開始した。やがてイギリス全土でほぼ全ての地方電話会社を併合し（この唯一の例外はキングストン・アポン・ハルのキングストン・コミュニケーション（Kingston Communications）である）、ブリティッシュ・テレコミュニケーションズが1981年のブリティッシュ・テレコミュニケーションズ法によって郵政省から分離されるまでの間、イギリス全土で電信・電話サービスの提供の責任を負っていた。
郵便振替銀行（National Girobank)は1968年に発足し、1990年にアライアンス・アンド・レスターに売却された。政府が運営する国民貯蓄銀行（National Savings and Investments、1861年に郵便貯金銀行 Post Office Savings Bank として開業）も郵便局の店舗を通じて営業していた。
歴史的に、多くの政府支援や社会保障は郵便局ネットワークを通じて現金で支給されてきた。しかし近年では、政府支援や年金の支払いの量が増大するに伴い、直接振込で支給されるようになり、郵便局の収入減につながった。

## 公益

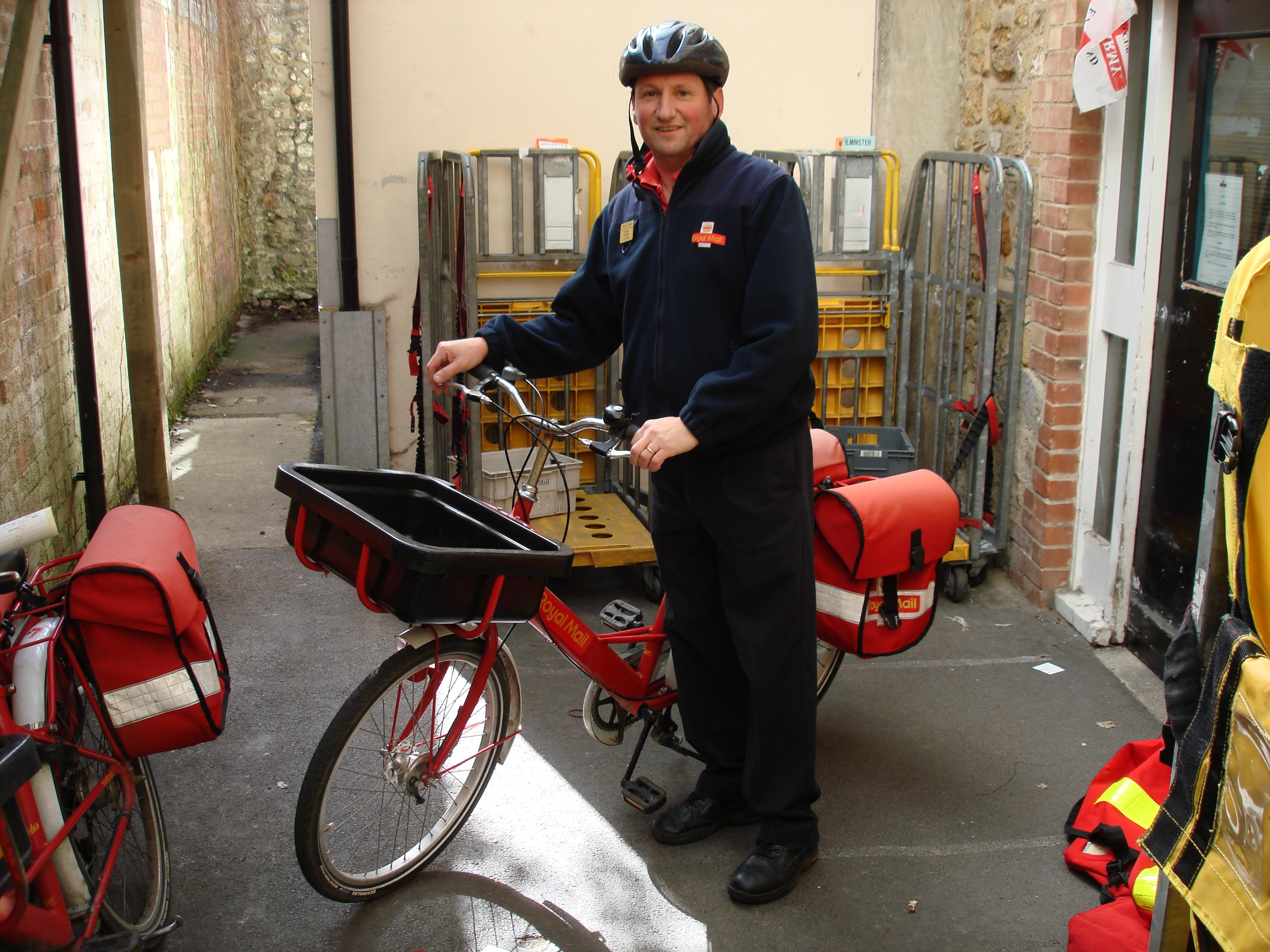
ロイヤルメールの郵便配達員。イルミンスター（Ilminster）にて。

ロイヤルメールは郵政サービス委員会（ポストコム）による統制を受けており、また消費者の権益を代表するものとして郵便サービス消費者委員会（ポストウォッチ）がある。両者の関係は必ずしも常に良好ではなく、2005年にはポストウォッチはポストコムに対して、料金後納郵便の利用者へのリベートに関する決定について法廷論争に持ち込んだ。
ロイヤルメールは民間会社となっているが、政府による特別の保護を受けており、消費者の権利は大幅に制限されている。2000年の郵便法の下では、ロイヤルメールはほとんどの郵便物に関して、配達を行う契約上の責務を負っておらず、ロイヤルメール特別配達（Royal Mail Special Delivery）の郵便物もその例外ではない。加えて、郵便物が投函されてから12か月を超えるものについては、いかなる法廷闘争の対象とすることもできない。
ロイヤルメールは、一部では郵便物の逸失に関して悪い評判があるが、2006年のデータでは99.93%の郵便物は正しく配達され、また郵便物の逸失・盗難あるいは破損に対しては合計で1170万ポンドの賠償を支払っている。2002年以降の内務省のデータによると、最大で毎週100万通までの郵便物が逸失、あるいは誤配となっている。
ロイヤルメールのかつての最高経営責任者であったアダム・クロージア（Adam Crozier）の発言「ひとつひとつ、全ての手紙は重要である」はさまざまなところで引用されている。

## 労使関係
ロイヤルメールは長年にわたって多くの労使間の争議が起きており、2003年の山猫ストライキや、1988年のストライキ、1971年のストライキなどがあった。
2007年10月にも、労使間の争議がストライキに発展した。10月中旬に労使双方が問題解決のための合意にこぎつけた。
2008年12月には、各地（特にイングランド北西部）の郵便集配所の数を合理化する提案に反発する集配場の労働者らが争議を起こした。12月19日にはストライキ入りを決め、クリスマス・カードの配達への影響が懸念された。しかし、ストライキは開始前24時間以内に延期となった。

## 配達

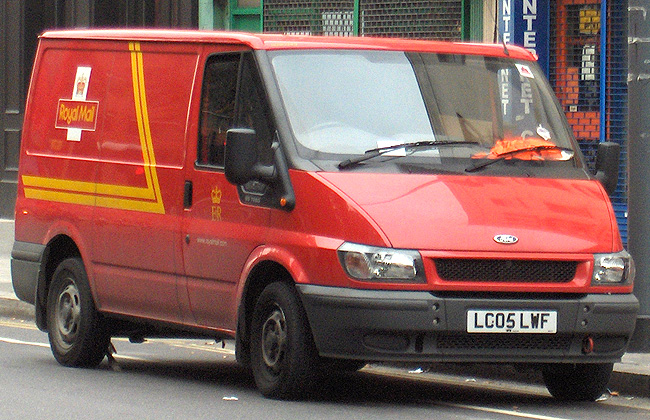
ロイヤルメールの郵便物を積んだフォード・トランジット

ロイヤルメールの郵便配達は独自の配達用自転車（郵便物を入れる箱とカゴが組み込まれている）で知られており、1960年ごろよりその自転車はパッシュリー・サイクル（Pashley Cycles）が生産している。2000年以降、古い自転車はリ～サイクル社（Re~Cycle）によって南部アフリカに送られ、2008年には1万台が送られている。
自動車による大規模輸送に加え、ロイヤルメールは鉄道や船舶、航空機による輸送も行っており、航空輸送の拠点はイースト・ミッドランズ空港（East Midlands Airport）である。
王立郵便船（Royal Mail Ship）はクイーン・メリー2とRMS セントヘレナ（RMS St Helena）がある。クイーン・メリー2はクルーズ客船であるため郵便物を運ぶことは少なく、名誉称号となっている。セントヘレナはイギリス海外領土のセントヘレナへの旅客・貨物船であり、郵便物の運搬を行っていたが、セントヘレナ空港 (Saint Helena Airport) の開港に伴い、2018年2月に運航を終える予定である。
航空輸送に使われる航空機はタイタン・エアウェイズ（Titan Airways）のボーイング737（G-ZAPV）の他、ブリティッシュ・エアウェイズの航空機も国際郵便の輸送に用いられており、機体後部に小さくロイヤルメールのロゴが入っている。またセントヘレナ空港 (Saint Helena Airport) に唯一乗り入れるエアリンクのボーイング737もセントヘレナからの郵便物を輸送することがある。
ロンドン郵便局鉄道（London Post Office Railway）は、2003年にロイヤルメールによって廃止された。この鉄道路線は、1927年より稼働していた無人運転の地下鉄道路線であった。
配達員が動物に襲撃されることがあり、2014年度には3000人ほどが犬に襲われた。襲撃された場合、その地域への配達を中止する場合がある。

## ビジネスサービス
ロイヤルメールは、切手に消印を押す個人向けの郵便サービスに加え、ビジネス・メールと呼ばれるサービスを行っている。ロイヤルメールで扱われるビジネス・メールの多くは料金後納または料金別納のものであり、差出人が自ら、郵便料金を支払ったことを示す表示を郵便物につける。料金後納郵便では、インクを用いてゴム印で押印されるものと、印刷済みのものがある。料金別納郵便では、郵便料金計器（franking machine）が用いられる
大量のビジネス・メールを送るときは、RM4SCCによるカスタマバーコードを印刷するか、封筒の特定の位置に光学文字認識機器で読み取り可能なフォントで住所を印字することにより、郵便料金の割引を受けられる場合がある。一般の郵便物で同様の表示をしても、自動での読み取りは行っていない。

## メディア
2009年、BBCの番組「トップ・ギア」の司会者、ジェームズ・メイとリチャード・ハモンドはポルシェ・パナメーラに乗り、ロイヤルメールによって運ばれる1通の郵便物と早さを競った。競争はシリー諸島から始まりオークニー諸島で終わった。手紙のほうが早く本土に上陸したものの、トルーロの集配郵便局で自動車が追いついた。手紙はイースト・ミッドランズ空港を発ってまもなく自動車を追い越した。しかし、インヴァネスの集配郵便局に運ばれたところで再び自動車に追い越された。最終的に、オークニー諸島に向かう航空機によって再び手紙が自動車を追い抜き、自動車より早く目的地に到達した。その差は10分に満たなかった。